# Улица Кави Наджми
Улица Кави Наджми (тат. Кави Нәҗми урамы) — улица в историческом центре Казани. Названа в честь татарского поэта Кави Наджми.

## География
Улица начинается от Романовского моста через Булак, пересекает улицы Право-Булачная, Островского, Баумана, Профсоюзная, Рахматуллина, Кремлёвская, и заканчивается пересечением с улицей Дзержинского у парка «Чёрное озеро». 
Ближайшие параллельные улицы: Мусы Джалиля и Астрономическая.

## История
Местность, занимаемая улицей была занята городом со времён Казанского ханства. После захвата Казани русскими в районе современной улицы находилась стрелецкая слобода Вешнякова. Своё современное направление она получила в конце XVIII века, после того. как город стал застраиваться по регулярному плану. В конце XVIII века часть улицы, примыкавшая к Булаку, была застроена преимущественно деревянными домами, а часть улицы, примыкавшая к Чёрному озеру — каменными. К началу второй половины XIX века улица стала полностью каменной.
Часть современной улицы от Булака до пересечения с Кремлёвской улицей называлась Поперечно-Вознесенской улицей, по одноимённому собору; оставшаяся же небольшая часть имела название Мергасовский переулок, по фамилии домовладельца Николая Мергасова (1806-1870). Обе улицы административно относились к 1-й полицейской части.
В 1899 году улицу предлагалось переименовать вместе с забулачной Варламской улицей в Стрекаловскую, а в 1914 году постановлением Казанской городской думы улица была переименована в Мининскую, но фактически это название не использовалось.
В первые годы Советской власти улица была переименована в Поперечно-Островскую, а во второй половине 1920-х гг., вместе с Мергасовским переулком — в Международную. 11 апреля 1957 года улица была названа современным именем, в честь лауреата Сталинской премии, писателя Кави Наджми.
После введения районного деления в Казани относилась к Бауманскому району, а после его упразднения — к Вахитовскому району.

## Примечательные объекты
- №1/37 — дом Жиркомбината им. Вахитова (1951-1952 гг., арх. Рашид Муртазин[тат.])[18].
- №4 — Казанский государственный театр юного зрителя[19].
- №5 — дом наследников Журавлёва/Софронова. В этом здании в 1902-192? годах находилась Казанская центральная телефонная станция.=[20].
- №6/11 — здание Клячкинской больницы[21].
- №7/52 — дом Воронкова-Калугина (1-я половина XIX в.)[22].
- №9/3 — дом коммунальников (1936-1939 гг.)[23].
- №10 — дом Свешникова[24].
- перекрёсток с ул. Баумана — памятный знак «Географический центр Казани»[25].
- перекрёсток с ул. Баумана — дом печати[26].
- №14 — питейный дом (XVIII в.)[26].
- №18 — Школа «СОлНЦе»[27].
- №19/18 — Мергасовский дом (1928 г.)
- №22/25 — дом Челышева[28].
- №24 — дом, в котором жил татарский писатель Гумер Гали[29].

### Утраченные
- угол улиц К. Наджми и Островского — Вознесенская церковь.
- угол улиц К. Наджми и Кремлёвской — здание Казанского окружного суда[30][неавторитетный источник].

## Известные жители
- В разные времена на улице проживали казанский губернатор Степан Стрекалов[11], художник и педагог Леон Сиклер[31], врач-офтальмолог Сергей Шульц[32], писатель Гумер Гали, заслуженный деятель науки Татарской АССР Абубакир Терегулов (дом №7/52)[33], народная артистка РСФСР и ТАССР Гульсум Болгарская (дом №10)[24].

## Транспорт
- Непосредственно по улице общественный транспорт не ходит; ближайшая автобусная остановка — «Педагогический университет» на Право-Булачной улице. Ближайшие станции метро — «Кремлёвская» и «Площадь Тукая».